# Inflation Reduction Act
Der Inflation Reduction Act of 2022 (IRA) ist ein Bundesgesetz der Vereinigten Staaten, welches am 12. August 2022 vom 117. Kongress verabschiedet und am 16. August 2022 von Präsident Joe Biden unterzeichnet wurde.

## Inhalte und Umfang
Zentraler Inhalt ist die gezielte Förderung der inländischen Produktion von Batterietechnik für Elektromobilität und der Aufbau von Wasserstoffstrukturen innerhalb der USA. Außerdem ist ein Sozialpaket zur Gesundheitsvorsorge enthalten, z. B. durch die Begrenzung der Preise für verschreibungspflichtige Medikamente. Finanziert werden soll die Umsetzung hauptsächlich durch die Einführung einer Mindeststeuer auf Unternehmensgewinne in Höhe von 15 %.
Der IRA investiert rund 400 Milliarden US-Dollar. Zusammen mit dem Infrastructure Investment and Jobs Act und dem CHIPS and Science Act (CHIPS) werden damit rund 2 Billionen US-Dollar in die amerikanische Wirtschaft investiert.

## Rezeption
In Europa wird eine Abwanderung von zukunftsorientierten Investitionen aus Europa in die USA sowie die Einbuße an Wettbewerbsfähigkeit europäischer Unternehmen befürchtet. Die erwarteten wirtschaftlichen Auswirkungen der US-Subventionen auf die europäische Wirtschaft haben sich zu einem Interessenskonflikt zwischen den USA und der EU entwickelt.
In einer gemeinsamen Stellungnahme des Conseil d’analyse économique, des Sachverständigenrates Wirtschaft und des Deutsch-Französischen Rates der Wirtschaftsexperten kritisierten die Experten, dass einige Anforderungen des IRA an „Buy-American“-Bedingungen geknüpft sind, was den Grundsätzen der Welthandelsorganisation (WTO) widerspricht. Darüber hinaus führe der IRA zu wirtschaftlichen Verzerrungen bei ausländischen Direktinvestitionen und könnte europäische Unternehmen dazu veranlassen, ihre Betriebsstätten in die Vereinigten Staaten zu verlagern. Insgesamt seien die Auswirkungen aber überschaubar, da das Gesamtvolumen verschiedener bereits initiierter EU-Programme für die grüne Transformation mit dem IRA vergleichbar seien und die Subventionen im Rahmen des IRA sowohl in den USA als auch in der EU nur geringe makroökonomische Auswirkungen haben dürften. Deutlich größere Auswirkungen als der IRA selbst hätten die beträchtlichen Energiepreisunterschiede zwischen der EU und den USA. Die hohen Energiepreise in Europa beeinträchtigten Europa als Investitionsstandort und die Wettbewerbsfähigkeit seiner Industrien. Die richtige und notwendige Reaktion seien daher koordinierte Anstrengungen zur Senkung der Energiepreise in Europa.